# GET UP (SCOOBIE DOのアルバム)
GET UP（ゲットアップ）は、Scoobie Doのミニアルバムである。
2002年、スピードスターレコーズよりリリースされたメジャーデビュー作品。

## 収録曲
1. Get Up
作詞・曲/松木泰二郎、編曲/Scoobie Do
テレビ東京「JAPAN COUNT DOWN」OPテーマ
NHK-BS「新・真夜中の王国」EDテーマ
テレビ神奈川『saku saku』 2004年11月度エンディングテーマ
2. The Thing
作詞・曲/松木泰二郎、編曲/Scoobie Do
3. ゆうべあのこが
作詞・曲/松木泰二郎、編曲/Scoobie Do
インディーズアルバム「Beach Party」から再録。
4. 夕焼けのメロディー
作詞・曲/松木泰二郎、編曲/Scoobie Do
インディーズシングル「夕焼けのメロディー」から再録。
5. RIDE ON TIME
作詞・曲/山下達郎、編曲/Scoobie Do
山下達郎の楽曲をカバー。

## メンバー
- マツキタイジロウ : ギター、コーラス、ハンドクラップ、バトルクライ(喊声)
- コヤマシュウ : ボーカル、ブルースハープ
- オカモト"Moby"タクヤ : ドラム、パーカッション、コーラス、ハンドクラップ、ピアノ、バトルクライ
- ナカイゲジョー : ベース、コーラス、ハンドクラップ、バトルクライ

## 参加ミュージャン
- Yassy : トロンボーン
- Koo : トランペット
- 三原重夫 : ドラムテクニシャン&グルーヴアドバイザー

## スタッフ
- 山崎岳男 : レコーディンク・ミックスエンジニア
- 沖山 俊 : エンジニアアシスタント
- 北村秀治 : マスタリング